# سامسون داودا
سمسون داودا (زاده ۱۱ مارس ۱۹۸۶) بدنساز حرفه‌ای نیجریه-بریتانیایی است که در بخش بدنسازی آزاد مردان در لیگ حرفه ای فدراسیون جهانی بدن‌سازی و تناسب‌اندام رقابت می‌کند. او در مسابقات مسترالمپیا ۲۰۲۴ عنوان قهرمانی را کسب کرده است.